# Tre sorelle
Tre sorelle o Le tre sorelle (Три сестры) è un dramma teatrale composto da Anton Čechov nel 1900, ispirato alle sorelle Zimmermann di Perm'. Si tratta della penultima opera drammatica scritta da Čechov: ad essa seguirà, nel 1903, Il giardino dei ciliegi.

## Trama

### Atto I
Al centro dell'opera sono tre sorelle, figlie di un generale morto l'anno appena trascorso: Maša, sposata giovanissima a Kulygin, un professore di ginnasio che non ama; Ol'ga, la maggiore, insegnante in un liceo femminile e infine Irina, la più giovane. Le tre sorelle, segnatamente Irina, desiderosa di emanciparsi col lavoro, sono in attesa di trasferirsi a Mosca per sfuggire alla soffocante e mediocre vita di provincia. Con loro vive il fratello, Andrej, ragazzo dotato di una poliedrica cultura e perciò candidato ad un futuro da brillante intellettuale.
La loro casa è frequentata da una brigata di giovani ufficiali quali il barone Tuzenbach, Solënyj dal carattere complesso, metà timido e metà cafone ed infine i cadetti Fedotik e Rodè e dal sessantenne dottor Čebutikyn, disilluso e nichilista. Il colonnello Veršinin, ufficiale non più nel fiore degli anni, mal maritato, facondo, filosofo, continuamente assillato dall'interrogativo di come sarà il mondo dopo di noi, è stato trasferito nella cittadina dove si svolge l'azione da Mosca e va a far visita alle tre sorelle perché frequentava il padre quando era in vita. È l'onomastico di Irina e ai presenti si aggiunge Nataša, di cui Andrej è innamorato e che diventerà sua moglie già all'inizio del secondo atto. Nataša non è vista di buon occhio dalle tre sorelle, che la ritengono inadatta ad Andrej.

### Atto II
Il secondo atto si svolge durante il carnevale e in casa si aspetta l'inizio di un ricevimento con tanto di ballo in maschera: tutti rimangono in attesa dei costumi che non arriveranno mai, poiché la festa sarà annullata da Nataša con la scusa che Bobik, il figlioletto, sta male. Scopriamo che Veršinin si è innamorato di Maša, e Tuzenbach, che nel frattempo ha deciso di lasciare l'esercito, di Irina; questa è anche corteggiata grossolanamente da Solënyj. Irina è delusa dall'attuale impiego e vuole cercarsi un lavoro acconcio e gratificante. Si viene a sapere che Andrej perde grosse somme di denaro al gioco e che la moglie lo tradisce con Protopopov, presidente del consorzio agrario.

### Atto III
Un incendio scuote la calma in famiglia: Ol'ga litiga con Nataša che mal sopporta la presenza della balia Anfisa, ormai troppo vecchia per lavorare. Le speranze sono naufragate per tutti: Ol'ga sta per essere nominata direttrice del ginnasio femminile ma vorrebbe evitare di ottenere la carica, Irina continua a lamentare un impiego insoddisfacente (da telegrafista a impiegata comunale) e una bellezza appassita mentre Maša si strugge d'amore per Veršinin. Andrej, per concludere, è diventato socio del locale consorzio dopo aver visto sfumare la cattedra universitaria.

### Atto IV
La brigata viene trasferita e tutti i militari devono partire, compresi Fedotik, Rodè, Versinin; il dottor Čebutikyn manifesta l'intenzione di lasciare la casa. Ol'ga è diventata direttrice e vuole andarsene di casa portando con sé Anfisa mentre Irina decide di sposare Tuzenbach, pur non amandolo. Il barone intanto è stato sfidato a duello da Solënyj: verrà ucciso e sarà il dottore ad annunciarne la morte alle sorelle. Irina e Ol'ga, sconvolte, si interrogano sul perché di tante sofferenze ("Poterlo sapere, poterlo sapere!").

## Influenza letteraria
La scrittrice giapponese Ai Nagai ha scritto la propria versione de Le tre sorelle, Le tre sorelle della famiglia Hagi (萩家の三姉妹?, Hagi-ke no san shimai) nel 2000, ambientando nel Giappone contemporaneo e prestando particolare attenzione alla caratterizzazione delle protagoniste.